# سوقوقوشان (تارتار)
سوقوقوشان (بالأذرية: Suqovuşan) (خلال الإحتلال: ماداجيز) هي قرية في مقاطعة ترتار في أذربيجان. تقع على بعد 30 كيلومترًا شمال غرب الضفة اليسرى من نهر ترتار.
إحتلتها من قبل أرمنيا في 1994 وتم تحرير القرية من قبل القوات المسلحة الأذربيجانية في 3 أكتوبر 2020 أثناء  نزاع مرتفعات قرة باغ.

## جغرافية
حسب التقسيم الإداري لجمهورية أذربيجان، تقع القرية في منطقة ترتر. حسب إحصائيات لعام 2005 كان تعيش في قرية 404 شخصا.
وفقًا للجنة الحكومية للاجئين والمشردين داخليًا في أذربيجان في عام 2020، كان يعيشون 66 نازحًا من ماداغيز في البلد.
على المشارف الغربية للقرية يوجد خزان ساغوفوشان المنشاء لتوفير الماء المناطق ييولاخ، ترتار، جورانيوي.

## تاريخ
مُنحت قرية ماداجيز مكانة مستوطنة حضرية في عام 1943. حسب إحصائيات لعام 1970 كان تعيش 271 شخصا في القرية التابعة منطقة ناغورنو كاراباخ المتمتعة بالحكم الذاتي في جمهورية أذربيجان الاشتراكية السوفياتية.
قام بتحرير قرية ماداجيز أثناء  نزاع مرتفعات قرة باغ من قبل الجيس الأذربيجاني في 3 أكنوبر أعاد رئيس جمهورية أذربيجان إلهام علييف الأسم التاريخي للمنطقة – سوقوفوشان.